# 티투스 아우렐리우스 풀부스 (안토니누스 피우스의 아버지)

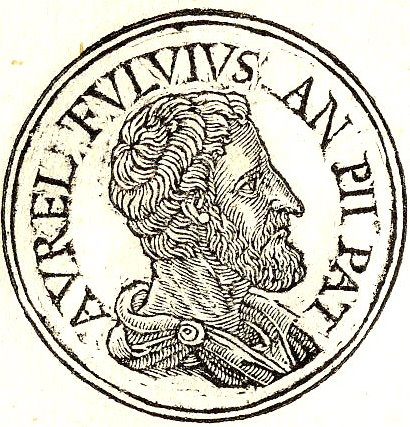
티투스 아우렐리우스 풀부스 ('Promptuarii Iconum Insigniorum'에서)

티투스 아우렐리우스 풀부스(Titus Aurelius Fulvus)는 로마 제국의 원로원 의원이며, 도미티아누스 황제 시기에 활동했었다. 풀부스는 로마 황제 안토니누스 피우스의 아버지로 유명하다. 그의 아버지 역시도 티투스 아우렐리우스 풀부스라는 이름을 가졌으며, 두 차례 집정관을 지냈고 파트리키 계급으로 승격했다.

## 생애
티투스 아우렐리우스 풀부스는 89년에 동료 집정관으로 마르쿠스 아시니우스 아트라티누스를 둔 직권 집정관이었다. '히스토리아 아우구스타'에서 '엄격하고 곧은 자'로 묘사된다. 그는 역사가 소 플리니우스의 친구이자 전직 집정관인  그나이우스 아리우스 안토니누스의 딸 아리아 파딜라와 혼인하였다. 이들 사이의 유일한 자식은 티투스 아우렐리우스 풀부스 보이오니우스 아리우스 안토니누스로, 86년 9월 19일 이탈리아 라누비움 (오늘날 라누비오)에서 태어났으며 아버지가 일찍 죽은 뒤 외조부의 밑에서 자랐다. 이 아들은 황제 안토니누스 피우스가 된다.